# K.G.Chikkaballa, Sidlaghatta
K.G.Chikkaballa là một làng thuộc tehsil Sidlaghatta, huyện Chikkaballapur, bang Karnataka, Ấn Độ.